# Erik Grundgård
Erik Lennart Olsson Grundgård, född 13 augusti 1909 i Älvdalens församling, Kopparbergs län, död 5 oktober 1981 i Johannes församling, Stockholm, var en svensk läkare.
Grundgård, som var son till kronojägare Grund Lars Olsson och Smeds Kristina Olsson, blev efter studentexamen i Uppsala medicine kandidat i Stockholm 1933 och medicine licentiat 1939. Han innehade olika läkarförordnanden 1940–1943, var andre och förste underläkare på Söderhamns lasarett 1943–1946, underläkare vid tuberkulosavdelningen på Löwenströmska lasarettet 1946, extra läkare på Stockholms epidemisjukhus 1947, provinsialläkare i Njurunda västra distrikt 1948 och i Heby från 1958.